# 女哭聲 (1986年電影)
《女哭聲》（韓語：여곡성）被認為是韓國影史上最恐怖的電影。1986年8月23日上映，片長95分鐘，由李赫洙執導，國際電影興業出品、製作及發行，石仁洙、金淇鐘、李桂仁、金盷熙、洪明真主演。

## 劇情
故事發生時代是19世紀，從玉芬剛嫁入李家沒多久就變成寡婦的事件開始發生一些奇妙的事件，並加以追溯，發現申夫人的多名子嗣被處女鬼害死，使李家子嗣的母親申夫人和玉芬合作找出女鬼身分並復仇。

## 文化背景
處女鬼是一個韓國著名傳說，該傳說與屆臨未婚女性在婚前死去相關，這些女性會變成惡鬼害人，現身的形象以染血的白衣和長髮為主，會破壞他人的婚姻。有部分習俗採用與處女鬼辦理結婚的儀式以避免鬼怪作祟。

## 演員
- 石仁洙飾貞敬夫人申氏
- 金淇鐘飾李敬鎮
- 李桂仁（朝鲜语：이계인）飾斗訴
- 金盷熙飾玉芬
- 洪明真飾英淑
- 洪潤政（朝鲜语：홍윤정）飾葉山大嬸
- 崔斗烈飾李在圭
- 金渼素飾月娥
- 趙仁成
- 金素娟飾景蘭
- 金漢相飾李明圭

## 外部連結
- 互联网电影数据库（IMDb）上《女哭聲》的资料（英文）
- 韩国电影数据库（KMDb）上《女哭聲》的資料